# St. Johann Baptist (Rück)

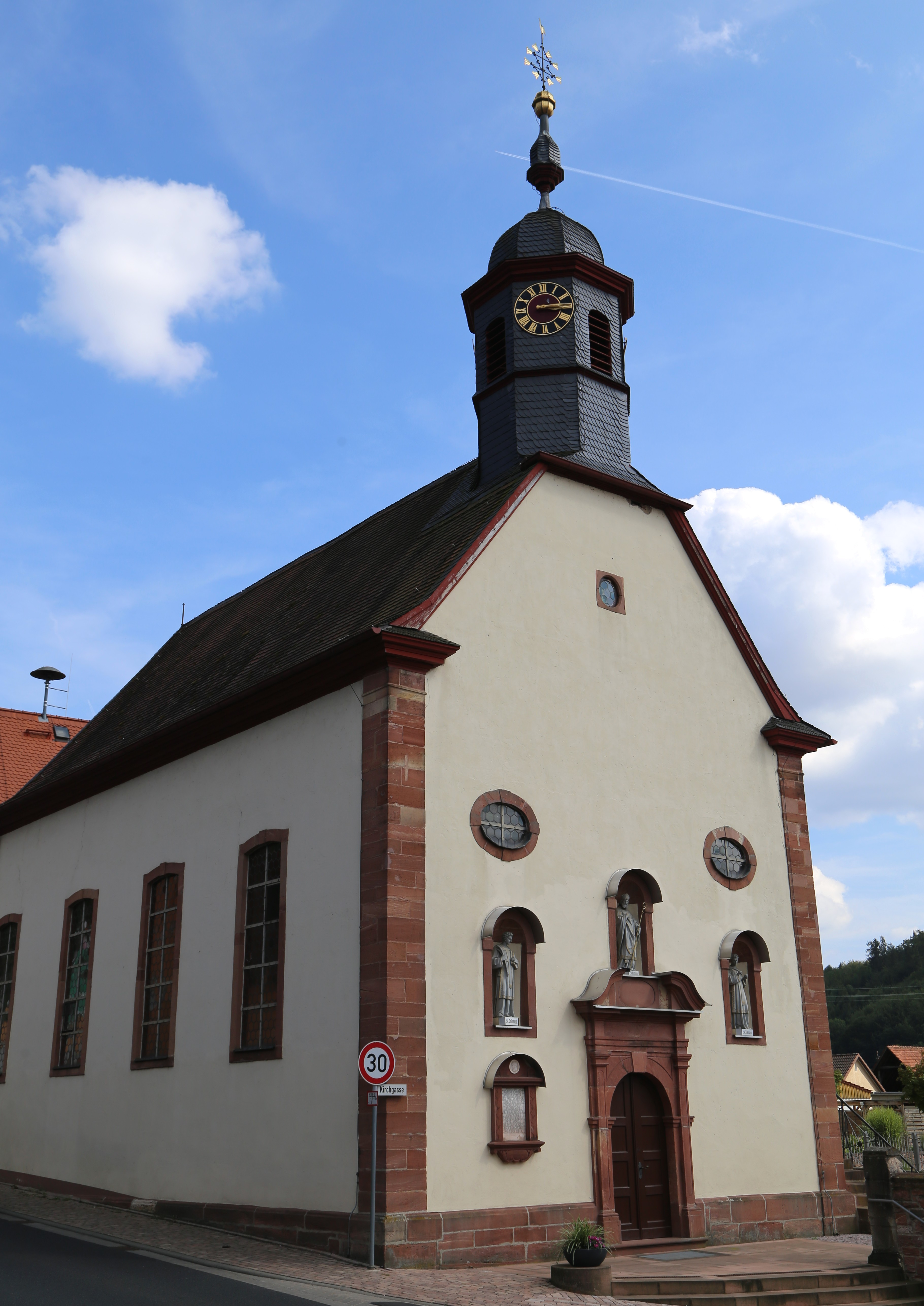
St. Johann Baptist (Rück)

Die römisch-katholische, denkmalgeschützte Filialkirche St. Johann Baptist befindet sich in Rück, einem Gemeindeteil des Marktes Elsenfeld im Landkreis Miltenberg (Unterfranken, Bayern). Das Bauwerk ist unter der Denkmalnummer D-6-76-121-25 als Baudenkmal in der Bayerischen Denkmalliste eingetragen. Die Kirche gehört zur Pfarrei St. Pius Rück-Schippach in der Pfarreiengemeinschaft Christus Salvator Elsenfeld im Dekanat Obernburg des Bistums Würzburg.
Kirchenpatron ist Johannes der Täufer.

## Beschreibung
Die Saalkirche wurde 1750–60 nach einem Entwurf von Johann Martin Schmidt erbaut. Sie besteht aus einem Langhaus und einem fluchtenden, dreiseitig geschlossenen Chor im Osten. Aus dem Satteldach des Langhauses erhebt sich im Westen ein achteckiger, schiefergedeckter, mit einer Glockenhaube versehener Dachreiter, der die Turmuhr und den Glockenstuhl beherbergt. Die Westfassade ist mit Ecksteinen gestaltet und wird von einem Sprenggiebel geziert. In drei Nischen – direkt über dem Portal und etwas tiefer links und rechts – stehen die Statuen von drei Heiligen. Die Deckenmalereien im Innenraum stammen von Johann Conrad Bechtold. Die Kirchenausstattung, z. B. der Hochaltar, ist typisch für die Zeit des Rokoko. Auf dem Altarbild ist die Taufe Jesu im Jordan durch Johannes den Täufer dargestellt.
–